# Helius (Rhampholimnobia) guttulinus
Helius (Rhampholimnobia) guttulinus is een tweevleugelige uit de familie steltmuggen (Limoniidae). De soort komt voor in het Australaziatisch gebied.